# Checa
La Checa (también llamada Cheka o Cheká; en ruso, ВЧК, VChK, siglas de Всероссийская Чрезвычáйная Комиссия, Vserossíyskaya Chrezvycháinaya Komíssiya, "Comisión Extraordinaria Panrusa", cuyo nombre completo era Всероссийская Чрезвычайная Комиссия по борьбе с контрреволюцией, спекуляцией и преступлениями по должности, "Comisión Extraordinaria de Toda Rusia para la Lucha contra la Contrarrevolución, la Especulación y los Delitos en el cargo") fue la primera de las organizaciones de inteligencia política y militar soviética, creada el 20 de diciembre de 1917 por Félix Dzerzhinski. Sucedió a la antigua Ojrana zarista, cuya organización interna emuló. Su cometido era «suprimir y liquidar», con amplísimos poderes y casi sin límite legal alguno, todo acto «contrarrevolucionario» o «desviacionista». El 6 de febrero de 1922, fue sucedida por el Directorio Político del Estado del NKVD de la RSFS de Rusia.
Por extensión, se denominaron «checa» a diversas policías políticas secretas que surgieron en otros países con posterioridad. En la España republicana, también recibieron el nombre de «checas» los locales que durante la Guerra Civil utilizaban organismos análogos, a menudo parapoliciales, para detener, interrogar, torturar, juzgar y ejecutar de forma sumarísima.

## Nombre
Fue creada con el nombre Всероссийская чрезвычайная комиссия по борьбе с контрреволюцией и саботажем (Vserossíiskaya chrezvycháinaya komíssiya po borbié s kontrrevoliútsiyey i sabotázhem; en español, "Comisión Extraordinaria Panrusa para la lucha con la contrarrevolución y el sabotaje"), pero comúnmente se abreviaba como ЧК (ChK o Cheká) o ВЧК (VChK o Vecheká). Aunque la forma correcta de pronunciación es cheká, popularmente se ha conocido en su forma española sin acentuar la á, como cheka o checa (grafía castellanizada).
En agosto de 1918, pasó a llamarse Всероссийская Чрезвычайная Комиссия по борьбе с контрреволюцией, спекуляцией и преступлениями по должности, "Comisión Extraordinaria Panrusa para la lucha con la contrarrevolución, la especulación y el abuso de poder". 
Un miembro de la Checa era denominado chequista. Los chequistas de la posrevolución vestían chaquetas de cuero, y así se los representa en muchas películas. A pesar de los frecuentes cambios de nombre a lo largo del tiempo, los policías secretos soviéticos continuarían siendo llamados chequistas; incluso hoy se sigue empleando (por ejemplo, Vladímir Putin ha sido llamado así repetidas veces en los medios de comunicación). El sucesor de la Checa ahora se denomina Servicio Federal de Seguridad.

## Historia
En 1921, las Tropas para la Defensa Interna de la República (una rama de la Cheká posteriormente sucedida por las Tropas Internas Soviéticas) sumaban al menos 200 000 miembros. 
A partir de 1922, los grupos asociados a la Cheká fueron sometidos a una serie de reorganizaciones, tras las cuales pasaron a ser dominados por los órganos del Estado soviético, convirtiéndose en la policía secreta del régimen. Los ciudadanos soviéticos continuaron refiriéndose a los miembros de los diversos órganos como chekistas.

### Creación
Durante el primer mes y medio tras de la Revolución de Octubre (1917), el deber de "extinguir la resistencia de los explotadores" fue asignado al Comité Militar Revolucionario de Petrogrado (Voenrevkom, VRK), un organismo temporal que operaba bajo las directrices del Consejo de Comisarios del Pueblo (Sovnarkom) y el Comité Central del Partido Obrero Socialdemócrata de Rusia (POSDR), dominado por los bolcheviques. El Voenrevkom creó nuevos órganos de gobierno, organizó la entrega de alimentos a las ciudades y al ejército, requisó productos de la burguesía y envió a sus emisarios y agitadores a las provincias. Una de sus funciones más importantes fue la seguridad del orden revolucionario y la lucha contra la actividad contrarrevolucionaria.
El 1 de diciembre de 1917, el Comité Ejecutivo Central Panruso (VTsIK o TsIK) revisó una propuesta de reorganización del Voenrevkom y la posible sustitución del mismo. El 5 de diciembre, el Voenrevkom de Petrogrado publicó un anuncio de disolución y transfirió sus funciones al departamento de TsIK para la lucha contra los "contrarrevolucionarios".El 6 de diciembre, el Consejo de Comisarios del Pueblo (Sovnarkom) ideó estrategias para persuadir a los empleados del gobierno para realizar ataques por Rusia. Decidieron que se necesitaba una comisión especial para implementar las medidas "más enérgicamente revolucionarias". Félix Dzerzhinski (Félix de Hierro) fue nombrado Director e invitó a la participación de Vasili Averin, Vasili Yákovlev (alias de Konstantín Miachin), Dmitri Yevséiev, Nikolái Zhideliov, Iván Ksenofóntov, Sergó Ordzhonikidze, Jēkabs Peterss, Karl Peterson y Valentín Trífonov.
El 7 de diciembre de 1917, todos los invitados, excepto Zhideliov y Yákovlev, se reunieron en el Instituto Smolny para analizar las competencias y la estructura de la comisión para combatir la contrarrevolución y el sabotaje. Las obligaciones de la comisión eran: "liquidar a la raíz todas las actividades contrarrevolucionarias y de sabotaje y todos los intentos al respecto en toda Rusia, entregar a los contrarrevolucionarios y saboteadores a los tribunales revolucionarios y desarrollar medidas para combatirlos implacablemente". La comisión también debería vigilar a la prensa y los partidos contrarrevolucionarios, así como sabotear a funcionarios y otros criminales.
Ese día, el Sovnarkom confirmó oficialmente la creación de la VChK, pero no bajo el VTsIK como se había previsto previamente, sino bajo el Consejo de Comisarios del Pueblo.
El 8 de diciembre de 1917, algunos de los miembros originales de la VChK fueron reemplazados. Averin, Ordzhonikidze y Trífonov fueron sustituidos por Vasili Fomín, S. E. Schukin, I.I. Ilyín y Mijaíl Chernov En la reunión del 8 de diciembre, se eligió el comité presidencial de la VChK, compuesto por cinco miembros y presidido por Dzerzhinski. Una circular, publicada el 28 de diciembre de 1917, designó la dirección de la primera oficina central de VChK como "Petrogrado, Gorójovaya 2, 4º piso". El 11 de diciembre, se le ordenó a Fomín organizar una sección para reprimir la "especulación". Y ese mismo día, VChK le ofreció a Schukin llevar a cabo detenciones de falsificadores.
En enero de 1918, se creó una subsección del esfuerzo antirrevolucionario para vigilar a funcionarios bancarios. La estructura de VChK estaba cambiando repetidamente. En marzo de 1918, cuando la organización llegó a Moscú, comprendía las siguientes secciones: contra la contrarrevolución, la especulación y los no residentes, y para la recopilación de información. A fines de 1918-1919, se crearon algunas unidades nuevas: operaciones secretas, de investigación, de transporte, militares (especiales), operativas y de instrucción. En 1921, cambió una vez más, formando las siguientes secciones: directorio de asuntos, administrativa-organizacional, operaciones secretas, económica y de asuntos exteriores.

### Primeros meses
En los primeros meses de su existencia, VChK constaba solo de 40 funcionarios. Tenía bajo sus órdenes a un grupo de soldados, el regimiento Sveáborgski (de Sveaborg), así como a un grupo de Guardias Rojos. El 14 de enero de 1918, el Sovnarkom ordenó a Dzerzhinski que organizara equipos de reclutas "enérgicos e ideológicos" para combatir la especulación. En la primavera de 1918, la comisión tenía varios equipos: además del equipo Sveaborg, tenía un equipo de inteligencia, un equipo de reclutas y un equipo de ataque. Durante el invierno de 1917-1918, todas las actividades de VChK se centralizaron principalmente en la ciudad de Petrogrado. Fue una de las varias comisiones en el país que lucharon contra la contrarrevolución, la especulación, el bandolerismo y otras actividades percibidas como delitos. Entre otras organizaciones, también se constituyeron la Oficina de Comisarios Militares y una comisión investigadora del Ejército y la Armada para combatir el elemento contrarrevolucionario en el Ejército Rojo, más la Comisión Central de Requisitos y Dispensas para luchar contra la especulación. La investigación de delitos contrarrevolucionarios o de gran envergadura fue encomendada a la Comisión Investigadora del Tribunal Revolucionario. Las funciones de VChK se entrelazaron estrechamente con la Comisión de Vladímir Bonch-Bruyévich, que además de la lucha contra los pogromos del vino se dedicaba a la investigación de la mayoría de los delitos políticos.
Todos los resultados de las actividades de VChK tenían que transferirse a la Comisión Investigadora del Tribunal Revolucionario o archivarse. La actividad de la comisión estaba controlada por el Comisariado del Pueblo para la Justicia (Narkomjust, en ese momento encabezado por Isaac Steinberg) y Asuntos Internos (NKVD, entonces dirigido por Grigori Petrovski). Aunque la VChK era oficialmente una organización independiente del NKVD, sus miembros principales, como Félix Dzerzhinski, Martin Latsis, Józef Unszlicht y Moiséi Uritski (todos los chekistas principales), desde noviembre de 1917 compusieron al colegiado de NKVD encabezado por Petrovski. En noviembre de 1918, Petrovski fue nombrado jefe del Comité Revolucionario Militar Central de Ucrania durante la expansión de VChK a las provincias y las líneas del frente. En el momento de la lucha política entre los bolcheviques y los eseristas (enero de 1918), los socialistas revolucionarios de izquierdas intentaron frenar los derechos de VChK y establecer a través de Narkomjust su control sobre su trabajo. Habiendo fracasado en sus intentos de subordinar la VChK a Narkomjust, los socialistas revolucionarios de izquierdas intentaron obtener el control de la Comisión Extraordinaria de una manera diferente: solicitaron que se le otorgara al Comité Central del partido el derecho de ingresar directamente a sus representantes en el VChK. Sovnarkom reconoció la conveniencia de incluir a cinco representantes de la facción socialista-revolucionaria de izquierdas de VTsIK. A los socialistas revolucionarios de izquierdas se les otorgó el puesto de presidente adjunto de VChK. Sin embargo, el Sovnarkom, compuesto mayoritariamente por representantes del POSDR, retuvo el derecho de veto sobre miembros del colegio de VChK.
Originalmente, los miembros de la Cheká eran exclusivamente bolcheviques; sin embargo, en enero de 1918, los socialistas revolucionarios de izquierdas también se unieron a la organización. Los socialistas revolucionarios de izquierdas fueron expulsados o arrestados a finales de 1918, después del intento de asesinato de Lenin por parte de Fanni Kaplán.

### Consolidación de VChK y expansión nacional
A fines de enero de 1918, la Comisión Investigadora del Sóviet de Petrogrado (probablemente la misma que la del Tribunal Revolucionario) solicitó a Sovnarkom que delineara el papel de los órganos de detección e investigación judicial. Ofreció dejar para la VChK y la Comisión de Bonch-Bruyévich solo las funciones de detección y supresión, mientras que las funciones de investigación se transfirirían por completo a ella. La Comisión Investigadora prevaleció. El 31 de enero de 1918, Sovnarkom ordenó relevar a VChK de las funciones de investigación, dejando para la comisión solo las funciones de detección, supresión y prevención de crímenes antirrevolucionarios. En la reunión del Consejo de Comisarios del Pueblo del 31 de enero de 1918, se propuso la fusión de VChK y la Comisión de Bonch-Bruyévich. La existencia de ambas comisiones, VChK de Sovnarkom y la Comisión de Bonch-Bruyévich de VTsIK, con casi las mismas funciones y los mismos derechos, no resultó práctica.
El 23 de febrero de 1918, la VChK envió un telegrama a todos los soviets con una petición para organizar inmediatamente las comisiones de emergencia para combatir la contrarrevolución, el sabotaje y la especulación, si tales comisiones no se hubieran organizado todavía. En el mismo mes, se crearon las Comisiones Extraordinarias locales. Una de las primeras fue la Cheka de Moscú. Se establecieron secciones y comisarías para combatir la contrarrevolución en otras ciudades. Las Comisiones Extraordinarias surgieron generalmente en los momentos de mayor agravamiento de la situación política. El 25 de febrero de 1918, ante el avance de la organización contrarrevolucionaria "Unión de vanguardia", el comité ejecutivo del Soviet de Sarátov formó una sección contrarrevolucionaria. El 7 de marzo de 1918, se creó la Cheká de Petrogrado. El 9 de marzo, se creó una sección para combatir la contrarrevolución bajo el Soviet de Omsk. También se crearon comisiones extraordinarias en Penza, Perm, Nóvgorod, Cherepovéts, Rostov y Taganrog. El 18 de marzo, VChK decidió trabajar en toda Rusia, previendo la formación en todas partes de Comisiones Extraordinarias según el mismo modelo, y envió una carta que pedía el establecimiento generalizado de la Cheka en la lucha contra la contrarrevolución y la especulación y sabotaje. La creación de Comisiones Extraordinarias provinciales se completó en gran parte en agosto de 1918. En la República Soviética, había 38 Chekas en las Gubérniyas (Gubchekás) en esta época.
El 12 de junio de 1918, la Conferencia de Chekas de toda Rusia adoptó las Disposiciones Básicas sobre la Organización de las Comisiones Extraordinarias. Se propusieron formar Comisiones Extraordinarias en las óblasts, Gubérniyas, y en los grandes Soviets de los uyezds. En agosto de 1918, en la República Soviética había unas 75 Comisiones Extraordinarias de nivel uyezd. A finales de año, se establecieron 365 chekás de nivel uyezd. En 1918, la Comisión Extraordinaria Panrusa y los Soviets lograron crear un aparato Chekás locales, que incluía divisiones a nivel de óblast, Gubérniya, raión, uyezd y vólost, con Comisionados Extraordinarios establecidos en los raiones y vólosts. Además, se incluyeron Chekás de seguridad fronteriza en el sistema de cuerpos de Chekás locales.
En el otoño de 1918, al continuar la consolidación de la situación política de la República, se consideró un movimiento hacia la eliminación de Chekás de nivel uyezd, raión y vólost, así como la institución de Comisiones Extraordinarias. El 20 de enero de 1919, VTsIK adoptó una resolución preparada por VChK sobre la abolición de las Comisiones Extraordinarias de Uyezd. El 16 de enero, el "presídium" de VChK aprobó el borrador sobre el establecimiento del Politburó en las militsiya de uyezd. Esta decisión fue aprobada por la IV Conferencia de la Comisión Extraordinaria, celebrada a principios de febrero de 1920.

### Otros tipos de Cheka
El 3 de agosto, se creó una sección de VChK para combatir la contrarrevolución, la especulación y el sabotaje en los ferrocarriles. El 7 de agosto de 1918, el Sovnarkom adoptó un decreto sobre la organización de la sección ferroviaria en VChK. La lucha contra la contrarrevolución, la especulación y la malversación de los ferrocarriles se aprobó bajo la jurisdicción de la sección ferroviaria de VChK y las Chekás locales. En agosto de 1918, se formaron secciones ferroviarias bajo las Gubchekás (chekás en las Gubérniyas). Formalmente, formaban parte de las secciones de no residentes, pero de hecho constituían una división separada, en gran medida autónoma en sus actividades. Los Chekas de las Gubérniyas y de tipo óblast retuvieron, en relación con las secciones de transporte, solo las funciones de control e investigación.
La VChK empezó a trabajar sistemáticamente en el Ejército Rojo en julio de 1918, el período de extrema tensión de la guerra civil y la lucha de clases en el país. El 16 de julio de 1918, el Consejo de Comisarios del Pueblo formó la Comisión Extraordinaria, dirigida por Martin Latsis, para combatir la contrarrevolución en el Frente Este de la guerra civil donde operaba la Legión Checoslovaca. En el otoño de 1918, se formaron Comisiones extraordinarias para combatir la contrarrevolución en el Frente Sur (Ucrania). A fines de noviembre, la Segunda Conferencia de las Comisiones Extraordinarias de toda Rusia aceptó, después de un informe de Iván Polukárov, establecer Chekás en todas las líneas del frente y secciones del ejército, a las que otorgó el derecho de nombrar a sus comisionados en unidades militares. El 9 de diciembre de 1918, el colegiado (o "presídium") de VChK había decidido formar una sección militar, encabezada por Mijaíl Kédrov, para combatir la contrarrevolución en el ejército. A principios de 1919, el control militar y la sección militar de VChK se fusionaron en un solo cuerpo, la Sección Especial de la República. Kédrov fue designado como jefe. El 1 de enero, emitió una orden para establecer la Sección Especial. La orden instruyó a todas las agencias a unir el control militar y las secciones militares de Chekás y formar secciones especiales de las líneas de frente, los ejércitos, los distritos militares y las gubérniyas.

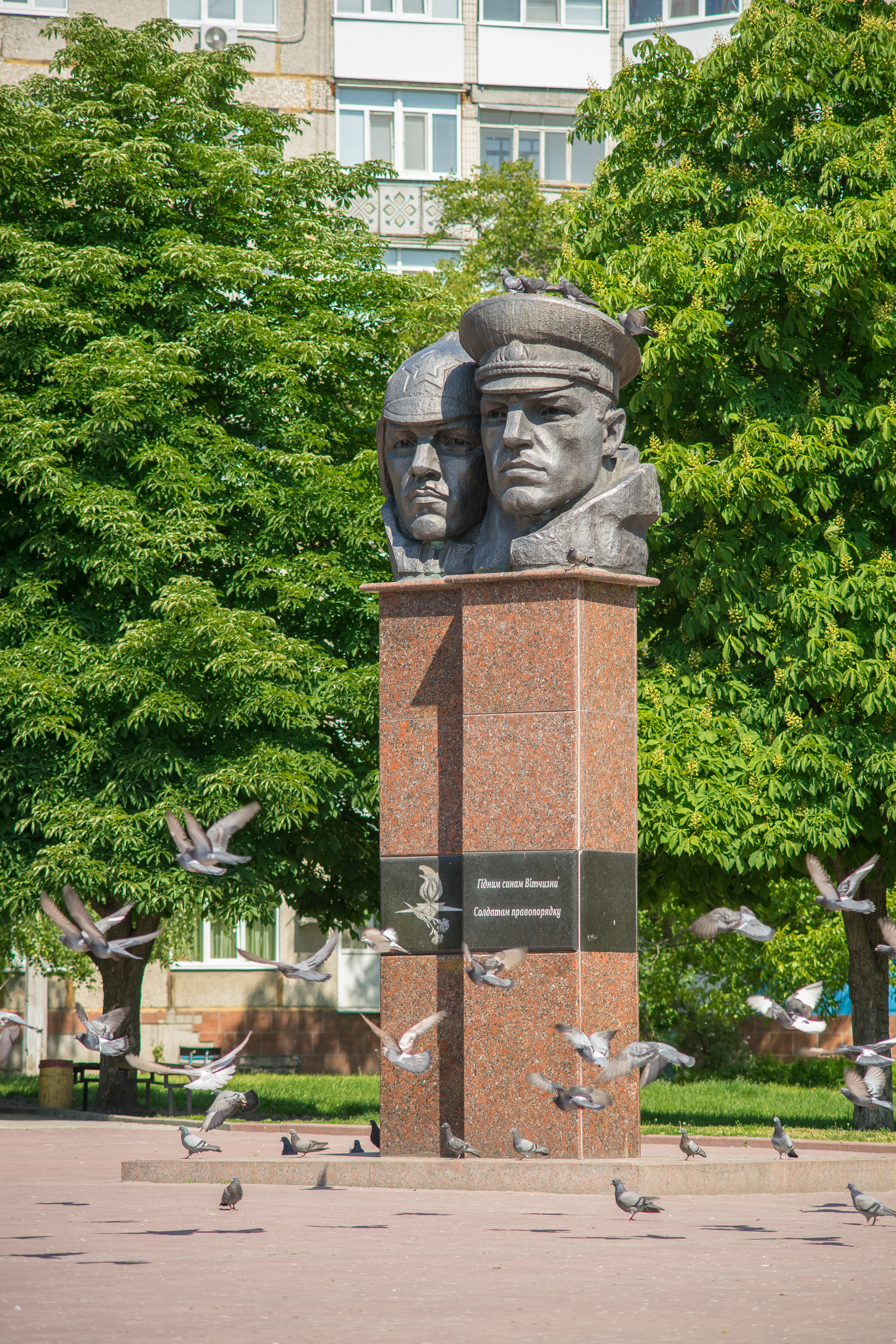
Monumento a los empleados de Cheka, erigido en 1977 en Kropivnitski. Uno de los pocos monumentos a figuras rusas en Ucrania que aún no ha sido desmantelado tras la invasión de 2022.

En noviembre de 1920, el Consejo de Trabajo y Defensa creó una Sección Especial de VChK para la seguridad de la frontera estatal. El 6 de febrero de 1922, tras el Noveno Congreso Panruso de los Sóviets, la VChK fue disuelta por el VTsIK, "con expresiones de gratitud por el trabajo heroico". Fue reemplazada por el Directorio Político del Estado o GPU, una sección de la NKVD de la República Socialista Federativa Soviética de Rusia (RSFS de Rusia). Dzerzhinski se mantuvo como jefe de la nueva organización.

## Represión

### Número de víctimas
Las estimaciones sobre las ejecuciones de la Cheká varían ampliamente. Las cifras más bajas las proporciona el lugarteniente de Dzerzhinski, Martin Latsis, limitadas a la República Socialista Federativa Soviética de Rusia durante el período 1918-1920:
- Para el período 1918 - julio de 1919, que abarca sólo veinte provincias de Rusia central:

En 1918: 6.300; en 1919 (hasta julio): 2.089; Total: 8.389
- Para todo el período 1918-19:

En 1918: 6.185; en 1919: 3.456; Total: 9.641
- Para todo el período 1918-20:

En enero-junio de 1918: 22; en julio-diciembre de 1918: más de 6.000; en 1918-20: 12.733.

Los expertos en general coinciden en que estas cifras semioficiales están muy subestimadas. El historiador pionero del Terror Rojo Serguéi Melgunov afirma que esto se hizo deliberadamente en un intento de demostrar la humanidad del gobierno. Por ejemplo, refuta la afirmación de Martin Latsis de que sólo se llevaron a cabo 22 ejecuciones en los primeros seis meses de existencia de la Cheka y aporta pruebas de que el número real fue 884 ejecuciones. William Henry Chamberlin afirma:
"Es simplemente imposible creer que la Cheka sólo mató a 12.733 personas en toda Rusia hasta el final de la guerra civil".
Donald Rayfield está de acuerdo y señala que "evidencia plausible revela que las cifras reales... excedieron ampliamente las cifras oficiales".  Chamberlin proporciona una estimación "razonable y probablemente moderada" de 50.000,  mientras que otros proporcionan estimaciones que van hasta 500.000.  Varios estudiosos cifran el número de ejecuciones en unas 250.000.  Algunos creen que es posible que la Cheka haya asesinado a más personas que las que murieron en la batalla.  El historiador James Ryan da una estimación modesta de 28.000 ejecuciones por año desde diciembre de 1917 hasta febrero de 1922.

## Cambios de nombre
Al final de la Guerra civil rusa, la VChK fue reestructurada y renombrada el 6 de febrero de 1922 como Directorio Político del Estado (Государственное политическое управление, Gosudárstvennoie Politícheskoie Upravlénie), una sección del NKVD de la naciente Unión Soviética.

## Funciones
Las funciones de la VChK las definió el propio Dzerzhinski ante las autoridades soviéticas:
- Suprimir y liquidar todo intento y acto de «sabotaje contrarrevolucionario», vengan de donde vengan, en todo el territorio de Rusia.
- Llevar a todos los «saboteadores contrarrevolucionarios» ante un Tribunal revolucionario.

Estos tribunales acababan de ser instituidos según el Decreto Número 1 de Tribunales que abolía todas las leyes anteriores que estaban «en contradicción con los decretos del gobierno obrero y campesino» y abría la posibilidad de reprimir a cualquier sector de la población que fuese identificado como «enemigo del pueblo», miembros de los partidos «burgueses» (que incluía a liberales y socialistas) y funcionarios sospechosos de «sabotaje», así como aquellos a los que «pertenecían a una clase hostil».
En la misma sesión, Dzerzhinski también describió las medidas represivas encargadas a la Comisión: «confiscación de bienes, expulsión del domicilio, privación de las cartillas de racionamiento, publicación de listas de enemigos del pueblo, etc.»
La primera acción de la VChK fue aplastar una huelga de funcionarios en Petrogrado y la primera gran redada, realizada en la noche de 11 al 12 de abril de 1918, tuvo como objetivo a un grupo anarquista que se ejecutó con una inusitada dureza: con más de mil policías chequistas se efectuó el asalto de unas veinte casas de anarquistas en Moscú, con 520 detenidos, de los cuales 25 fueron ejecutados como «bandidos», un término que se generalizó a partir de entonces para aplicarlo a cualquier persona susceptible de oponerse al régimen soviético.

## Checas en España
En España hubo numerosas checas durante la guerra civil española en la retaguardia republicana. Según la Causa General (investigaciones realizadas por el bando franquista tras su victoria), en Madrid y alrededores hubo más de 226 checas funcionando durante la guerra civil. Aparte de las que dependían directamente del Gobierno de la República[cita requerida] —como las de las calles de Bellas Artes, Porlier y Fomento 9—, cada partido político, ateneo, comité, sindicato u organización del Frente Popular habría dispuesto de la suya propia.[cita requerida]

## En el cine
- Kleo, película alemana estrenada en Netflix en septiembre del 2022 acerca de una agente (asesina a sueldo; véase sicario) de la República Democrática Alemana.[9]